# Pavarotti (film)
Pour les articles homonymes, voir Pavarotti (homonymie).
Pour plus de détails, voir Fiche technique et Distribution.
Pavarotti est un film documentaire de 2019, réalisé par Ron Howard, qui porte sur la vie du ténor d'origine italienne Luciano Pavarotti,. 
Il sort en salle le 7 juin 2019 en Amérique du Nord (distribué par CBS Films et Hanway Films), puis à travers le monde. 

## Synopsis
Le film s'ouvre avec le voyage de Luciano Pavarotti dans la jungle amazonienne. Ce périple est l'occasion pour le ténor italien de monter et chanter sur la scène d'un vieux théâtre où s'est produit Enrico Caruso. Cette salle est spécialement rouverte. Pavarotti peut y chanter un bref air. 
Le documentaire revient ensuite à Modène, ville natale du ténor. Il est issu d'une famille pauvre de la classe moyenne. Son père, Fernando Pavarotti, est boulanger, tandis que sa mère, Adèle Venturi est femme de ménage. Adolescent, Luciano Pavarotti devient membre de la chorale dont fait partie son père. Il continue à développer sa voix, dans l'espoir de devenir un chanteur accompli. 
Lors de sa première audition à un rôle majeur, Luciano Pavarotti se distingue par sa capacité à monter jusqu'au contre-ut, avec énergie et autorité. Sélectionné lors de cette audition, il parvient à monter plusieurs fois jusqu'au conte-ut durant la représentation. Sa réputation se développe et il est surnommé le « roi des contre-ut ». Il se produit avec des sopranos de renommée mondiale tels que Joan Sutherland et Mirella Freni et se lance également dans une carrière en studio. 
Pavarotti apprend que son ami Jose Carreras est à l'hôpital pour soigner une leucémie. Il décide de l'appeler afin de lui souhaiter un prompt rétablissement, et ce, afin que Carreras revienne comme un véritable concurrent du calibre de Pavarotti sur la scène mondiale. Carreras parvient à une rémission totale de sa leucémie et se rend à New York pour sa convalescence. Le hasard voulut qu'il s'installe dans le même hôtel où sont descendus Pavarotti et Placido Domingo. Un promoteur apprend leur présence simultanée dans cet hôtel new-yorkais et, connaissant leur passion du football, leur suggère qu'il pourrait organiser un concert à la veille de la finale de la Coupe du Monde 1990. Ils se produiraient tous les trois, lors d'un concert unique. Ils acceptent tous les trois avec enthousiasme. 
Le concert des Trois Ténors, sous la direction de Zubin Mehta, se déroule à Rome, le 7 juillet 1990. Ce spectacle s'adresse à un large public. Un enregistrement vidéo est réalisé pour une distribution en DVD dans le monde. Le succès est énorme. Leur interprétation espiègle de 'O Sole Mio devient un hit à part entière. Carreras et Domingo font résonance avec le timbre de Pavarotti, qui répète les paroles d'ouverture. Les trois ténors improvisent également une version inédite à trois voix de Nessun Dorma pour le final du concert. Ils se retrouveront pour d'autres représentations lors des finales des Coupes du Monde de football de 1994 et 1998 et donneront ensemble plus de 30 concerts. 
Le concert enregistré le 7 juillet 1990 devient la meilleure vente des albums classiques, jusqu'à figurer dans le Billboard 100. Carreras voit sa carrière être relancée et Pavarotti poursuit sa carrière comme l'un des ténors les plus célèbres du XXe siècle. De plus en plus, il se produit lors de grands concerts en solo, délaissant progressivement les opéras.   
La version enregistrée du concert 1990 devient le best-seller de l'album classique de tous les temps, Outselling rock star créé agit sur le dessus Billboard 100 listes. La carrière de Carreras est relancée et Pavarotti continue sa carrière comme l'un des ténors les plus remarquables du XXe siècle. Il tend de plus en plus à se produire dans de grands concerts en solo plutôt que dans des opéras. 
Le documentaire évoque aussi ses relations avec plusieurs femmes, le conduisant finalement à divorcer en 2000 avec sa première femme, Adua Veroni. En 2003, il officialise sa relation avec son ancienne assistante personnelle, Nicoletta Mantovani, en l'épousant. En 2007, un cancer du pancréas est diagnostiqué. Cette maladie est rendue publique alors qu'il se trouve à l'hôpital. Le 6 septembre, Pavarotti s'éteint dans sa chambre des suites de ce cancer, à Modène, sa ville natale.

## Production
Le documentaire a été produit avec la collaboration des héritiers de Luciano Pavarotti. Des archives familiales sont mises à disposition, ainsi que de nombreuses interview et séquence musicales filmées en direct.
Ron Howard réalise et produit ce documentaire, avec Brian Grazer, Nigel Sinclair, Michaël Rosenberg et Jeanne Elfant Festa. David Blackman et Dickon Stainer sont producteurs exécutifs. 

## Sortie
Le 10 février 2019, la première bande-annonce du film est montrée lors de la 61e édition des Grammy Awards, promouvant une sortie en salles américaine le 7 juin 2019 par CBS Films.  
Le film sort au Royaume-Uni le 15 juillet 2019, par l'intermédiaire de Entertainment One Films,. 
En France, le film sort le 6 novembre 2019, avec une promotion par radio France Musique. La distribution et la projection sont assurées par le groupe CGR Events. 

## Réception

### Box-office
Au 7 octobre 2019, le film Pavarotti a rapporté 4,7 millions de dollars aux États-Unis et au Canada et 1,8 million de dollars dans le reste du monde. Le total mondial atteint donc 6,5 millions de dollars. 

#### États-Unis et Canada
À sa sortie dans ces deux pays, le film a été diffusé dans 19 salles réparties dans 17 villes. La recette réalisée a été de 144 032 $.  
Le film a été projeté durant neuf semaines, montant à la 16e place du box-office nord-américain. Le point culminant a été la projection dans 288 salles. Finalement, le film a rapporté 4 425 534 $.     

#### Royaume-Uni
Au Royaume-Uni, le film a commencé à être diffusé dans 42 salles dès sa deuxième semaine d'exploitation. A sa neuvième semaine, la recette s'est portée à 705 400 £. 

#### France
Le film est diffusé avec le concours de la radio France Musique. Sa diffusion se fait uniquement dans les salles du groupe CGR, qui en font un événement spécial durant la seule semaine du 6 au 10 novembre 2019.

#### Autres pays
Le film est sorti le 13 juin 2019 en Nouvelle-Zélande, distribué par Madman Entertainment. Sur neuf semaines d'exploitation, la recette s'est montée à 391 659 $. 
La recette en Pologne s'est élevée à 295 236 $, 49 641 $ au Portugal, 46 087 $ en Russie, 22 030 $ en Slovaquie et 10 191 $ aux Émirats arabes unis.

### Réception critique
Le site critique Rotten Tomatoes a accordé un taux d'approbation de 85 %, basé sur 62 avis. La note moyenne s'élève à 6,28 / 10. Selon le site, Pavarotti rend un hommage divertissant à une très grande figure culturelle avec un documentaire dont « l'affection évidente pour son sujet s'avère contagieuse ». 
Sur Metacritic, le score moyen pondéré atteint 66 / 100, basé sur 20 critiques. Il est mentionné « des critiques généralement favorables ». 
La chaîne CBS News déclare que « le nouveau documentaire sur Pavarotti monte comme sa voix légendaire ». 
Le quotidien USA Today déclare que le film « rappelle de façon frappante à quel point le grand ténor Luciano Pavarotti a joué un rôle primordial pendant une génération » et que « la passion de la star pour les t-shirts hawaïens est un des moments les plus enchanteurs du film ». 
Le New York Times déclare : « Si Luciano Pavarotti a jamais connu une mauvaise journée, vous ne le sauriez pas dans Pavarotti, un film racontant la vie du chanteur, ou du moins, ses meilleurs moments ».
La radio NPR déclare que le film « manque toutes les bonnes notes », ajoutant que « Pavarotti est une occasion manquée de raconter une bonne histoire ». 
Le Washinsgton Post a qualifié le documentaire d'« épouvantable mais qui tombe à point nommé », un film « médiocre, imparfait et ennuyeux, que les amateurs d'opéra devraient toutefois regarder ».